# FC Torinese
Der Football Club Torinese war ein italienischer Fußballverein aus der Stadt Turin im Piemont. Der Verein wurde 1894 gegründet. Die Vereinsfarben waren gelb und schwarz.
Die Mannschaft gehörte in der Wegbereiterzeit des italienischen Fußballs zu den stärksten Vereinen. Dadurch war der Football Club Torinese auch eine der vier Mannschaften die 1898 bei der ersten Austragung der italienischen Fußballmeisterschaft teilnahm.
1900 fusionierte der Klub mit Internazionale Torino, die neue Mannschaft behielt den Namen Football Club Torinese. 1906 schlossen sich einige frühere Spieler von Juventus Turin um Alfredo Dick dem Verein an, worauf der Foot Ball Club Torino gegründet wurde.

## Sportliche Chronologie
- 1898: Halbfinalist
- 1899: Niederlage im Ausscheidungsspiel
- 1900: Finalist
- 1901: Keine Teilnahme
- 1902: Halbfinalist
- 1903: Niederlage im Ausscheidungsspiel
- 1904: Niederlage in der 1. Runde der Ausscheidungsspiele
- 1905: Forfait im Ausscheidungsspiel

## Ehemalige Spieler
- Alberto Barberis
- Michele Ceriana Mayneri
- Luigi Forlano